# 库尔齐奥·马拉帕尔泰
库尔齐奥·马拉帕尔泰（義大利語：Curzio Malaparte，（1898年6月9日—1957年7月19日）），意大利政治记者、小说家和剧作家。1919年担任凡尔赛和会的媒体协调人。其最著名的小说是《毁灭》（1944）和《皮肤》（1949），作品以他在第二次世界大战期间在苏联前线做战地记者以及在那不勒斯做盟军联络官的经历为素材。

《皮肤》发行后被罗马教廷列入禁书名单。